# Chrístos Tzólis
Chrístos Tzólis (en grec moderne : Χρήστος Τζόλης), né le 30 janvier 2002 à Thessalonique en Grèce, est un footballeur international grec qui évolue au poste d'ailier gauche au Club Bruges KV.

## Biographie

### Carrière en club

#### PAOK Salonique
Christos Tzolis naît à Thessalonique, en Grèce. Il est formé par le club de sa ville natale, le PAOK Salonique. Il est rapidement considéré comme l'un des joueurs les plus prometteurs. Tzolis joue son premier match en professionnel le 7 juin 2020, face à l'Olympiakos Le Pirée. Il entre en jeu à la place de Chuba Akpom lors de cette rencontre qui se solde par la défaite des siens (0-1). Il inscrit son premier but en professionnel dès sa deuxième apparition, face à l'OFI Crète en championnat. Il entre en jeu à la place de Lázaros Lámprou ce jour-là, et marque seulement trois minutes plus tard, permettant à son équipe d'égaliser alors qu'elle était menée. Finalement, le PAOK s'impose par trois buts à un. Cette réalisation fait de lui le plus jeune buteur de la saison du championnat.
Il joue son premier match de Ligue des Champions le 25 août 2020, face au Beşiktaş JK. Titularisé ce jour-là, Tzolis se distingue en étant impliqué dans la totalité des buts de son équipe, inscrivant deux buts et délivrant une passe décisive, permettant aux siens de s'imposer (3-1).

#### Norwich City
Le 12 août 2021, Chrístos Tzólis signe un contrat de cinq ans en faveur de Norwich City, soit jusqu'en juin 2026,.

#### FC Twente
Le 22 juillet 2022, Chrístos Tzólis est prêté pour une saison au FC Twente. En janvier 2023, Tzólis retourne prématurément à Norwich City, n'ayant pas pu progresser à Twente en raison d'une blessure survenue en octobre qui l'a éloigné des terrains pendant plusieurs mois, et des bonnes performances de Virgil Misidjan qui lui ont laissé peu de temps de jeu.

#### Fortuna Düsseldorf
Le 6 août 2023, Chrístos Tzólis est de nouveau prêté. Il prend cette fois la direction de l'Allemagne et du Fortuna Düsseldorf. Le club dispose d'une option d'achat sur le joueur. 

#### Club Bruges
Le 1er juillet 2024, le Fortuna Düsseldorf décide de lever l'option d'achat, ce qui fait de Tzólis un joueur du Fortuna Düsseldorf. Quelques jours plus tard seulement, il est transféré pour un montant estimé à 6 millions d'euros au Club Bruges.
Le 23 novembre 2024, Tzólis se fait remarquer en réalisant un quadruplé face au K Saint-Trond VV, en championnat. Titulaire, il contribue à la victoire de son équipe par sept buts à zéro,.

### En sélection nationale
Avec les moins de 17 ans, il s'illustre en inscrivant six buts en neuf matchs. Il marque contre la Lettonie, la Moldavie, l'Irlande du Nord, l'Ukraine, et le Kosovo (x2). En mai 2019, il participe au championnat d'Europe de la catégorie organisée en Irlande. Lors de cette compétition, il joue trois matchs. Avec un bilan d'une seule victoire et deux défaites, la Grèce ne parvient pas à dépasser le premier tour du tournoi.
En août 2020, il est appelé pour la première fois par John van 't Schip, le sélectionneur de l'équipe nationale de Grèce, pour les matchs de Ligue des nations de septembre. Il figure sur le banc des remplaçants, sans entrer en jeu, lors des rencontres face à la Slovénie et au Kosovo. Il honore finalement sa première sélection lors du rassemblement suivant, le 7 octobre 2020 face à l'Autriche. Il entre en jeu à la place de Dimítris Limniós lors de cette rencontre perdue par la Grèce (2-1). Il est titularisé lors de son deuxième match en sélection, le 11 novembre 2020 lors d'un match amical contre Chypre. Il inscrit son premier but ce jour-là, en ouvrant le score et son équipe s'impose (2-1).

## Palmarès

### En club
|  |  | Club Bruges KV - Supercoupe de Belgique : - Finaliste : 2024. - Championnat de Belgique : - Vice-champion : 2025. - Coupe de Belgique (1) : - Vainqueur : 2025. |